# 정옌
정옌(證嚴, 1937년 5월 14일 ~ )은 중화민국(타이완)의 비구니(比丘尼) 출신 대선승(大禪僧)이다.

## 생애
대만일치시기 타이완성 타이중에서 출생하였으며 지난날 한때 일본 제국 도쿄에서 잠시 유아기를 보낸 적이 있는 그녀는 1941년 일가족과 함께 대만일치시기 타이완 성 타이베이로 이주하였다. 1942년 숙부 왕창첸(王蒼阡)의 양녀(養女)가 된 그녀는 1958년에 간호원(看護員)으로 활동하였지만 5년 후에 간호원을 그만두고 1963년 5월 11일을 기하여 불교 승려(비구니)로 돌연 출가하였으며 그 후 현대 타이완 여성 불교 중흥 시대를 주도하였고 20세기 시대 타이완 고유 민족적 불교 철학의 새 지평을 열었다.

## 같이 보기
- 인도주의